# Sakanoue no Inukai
Sakanoue no Inukai (坂上犬養, 682 - 8 de janeiro de 765) foi diretor da agência encarregada pela construção do Tōdai-ji (728).
Durante o reinado do Imperador Shōmu (724 - 749) era o encarregado das missões de escolta do próprio corpo do guarda-costas do imperador.
Foi governador e comandante militar na estratégica Província de Harima.
| Precedido por Sakanoue no Teikoku | Líder do Clã Sakanoue | Sucedido por Sakanoue no Karitamaro |